# Plant Physiology
Plant Physiology è una rivista accademica che si occupa di fisiologia vegetale,  biochimica, biologia molecolare e cellulare, genetica, biofisica, biologia ambientale delle piante.